# Ma Gui
Ma Gui (1543–1607) ((zh)) est un général de la dynastie Ming. Bien que membre de la minorité Hui, il sert les dirigeants Han avec une grande loyauté. Il participe à plusieurs campagnes militaires contre les Mongols au cours de sa carrière. Plus tard, il emmène des forces Ming dans la seconde invasion japonaise de la Corée. Son dernier poste est commandant de la péninsule du Liaodong.